# Hoosesaggmuseum

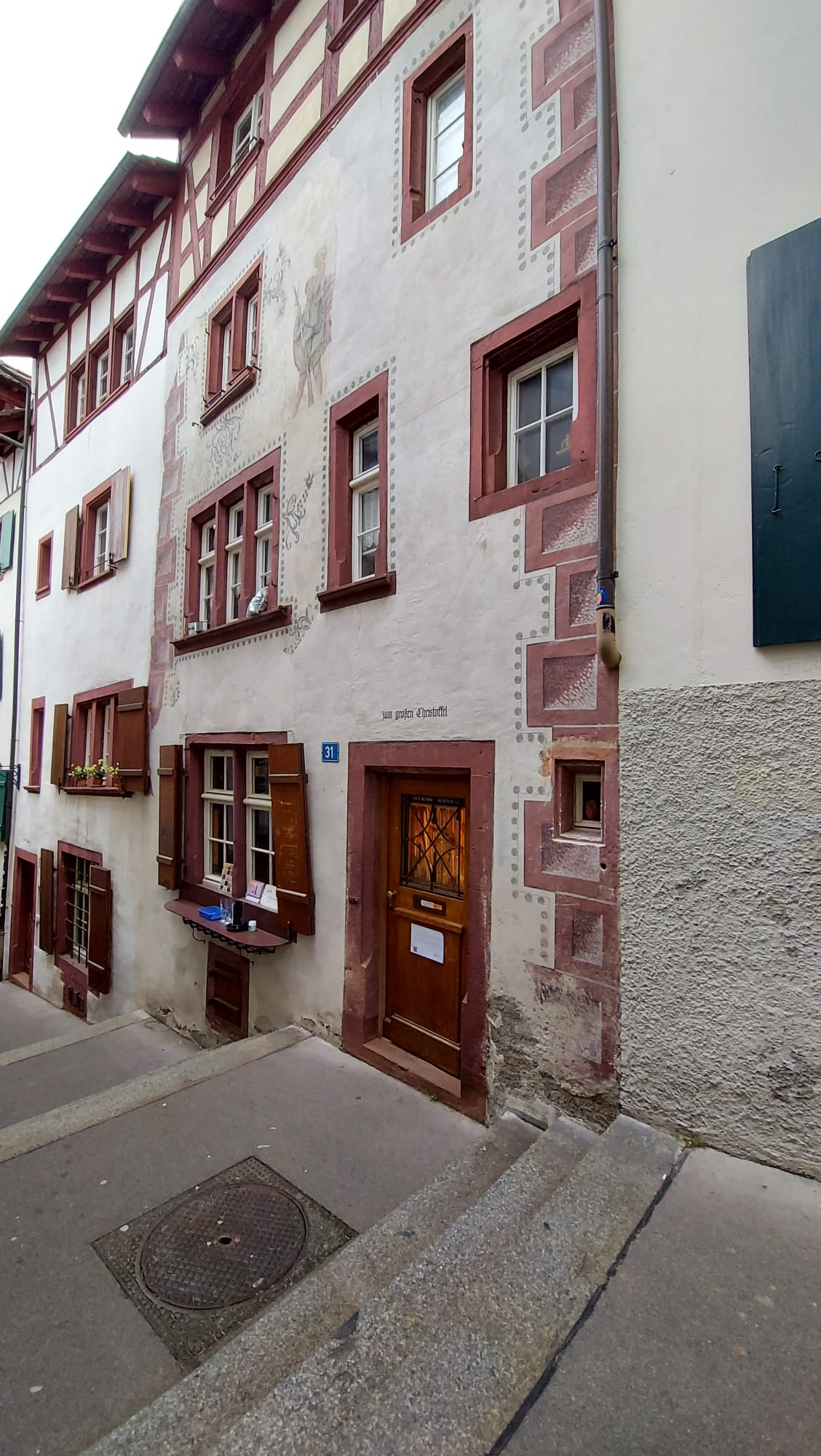
Haus Zum großen Christoffel

Das 1995 eröffnete Hoosesaggmuseum (Eigenschreibweise Hoosesagg Museum) im Imbergässlein ist das kleinste Museum in Basel. Es besteht aus einem einzigen Schaukasten. Der Name kommt daher, dass jeder ausgestellte Gegenstand in einen Hosensack passt.

## Museumsgebäude

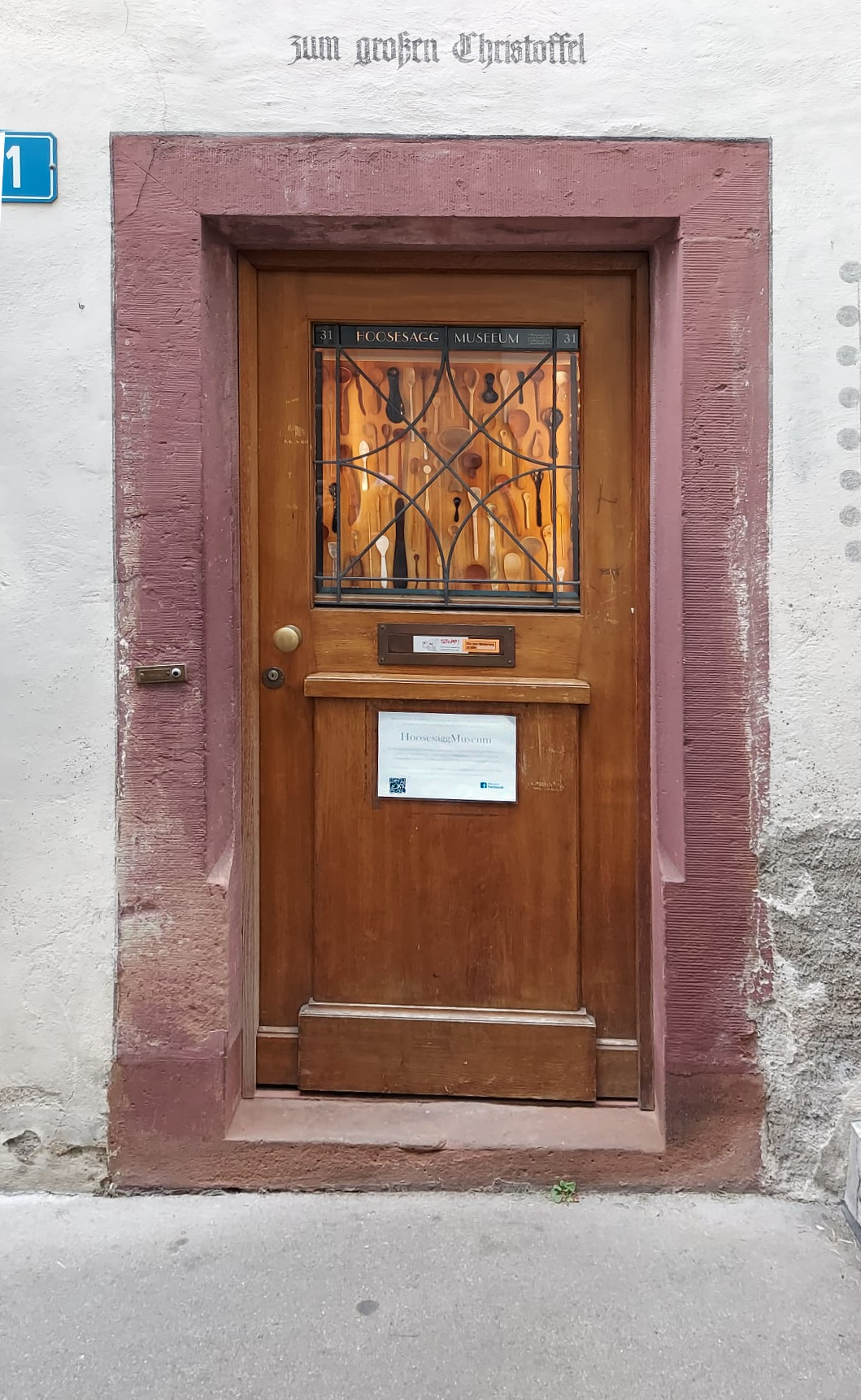
Fensterladen des Hoosesagg Museums

Das Museum befindet sich in der Basler Innenstadt, im Wohnhaus der Familie Vergeat. Das Haus trägt den Namen Zum großen Christoffel und ist über 675 Jahre alt. 1345 wurde es erstmals in einer Chronik erwähnt und überstand elf Jahre später das Basler Erdbeben 1356. Aussen ziert eine Darstellung des heiligen Christopherus mit dem Jesuskind das Wohnhaus. Laut Erzählung wohnte hier einst die erste Hebamme der Stadt.

## Lage und Entstehung
Die zentrale Lage rund um den Nadelberg war der ausschlaggebende Grund, das Glasfenster der Haustür in ein kleines Museum umzuwandeln. Täglich passieren hunderte von Touristen und Passanten sowie zahlreiche Stadtführungen das Wohnhaus Zum großen Christoffel. Das Interesse, einen Blick in das alte Haus zu werfen, ist gross und war durch das kleine Fenster in der Tür möglich. Anstatt das Fenster zu bedecken, um die Sicht zu verwehren, entschieden sich die Bewohner für eine andere Lösung: Sie bauten das Fenster in einen «Fensterladen» um. Es handelte sich dabei um einen Miniladen, in dem kleinere Gegenstände feilgeboten und gekauft werden konnten. Die Stadtmarketingorganisation Basel Tourismus wurde ebenfalls darauf aufmerksam. Nun halten viele Stadtführungen am alten Haus, um sich das kleine Museum anzuschauen. Ein Zutritt ist nicht möglich.

## Museumskonzept

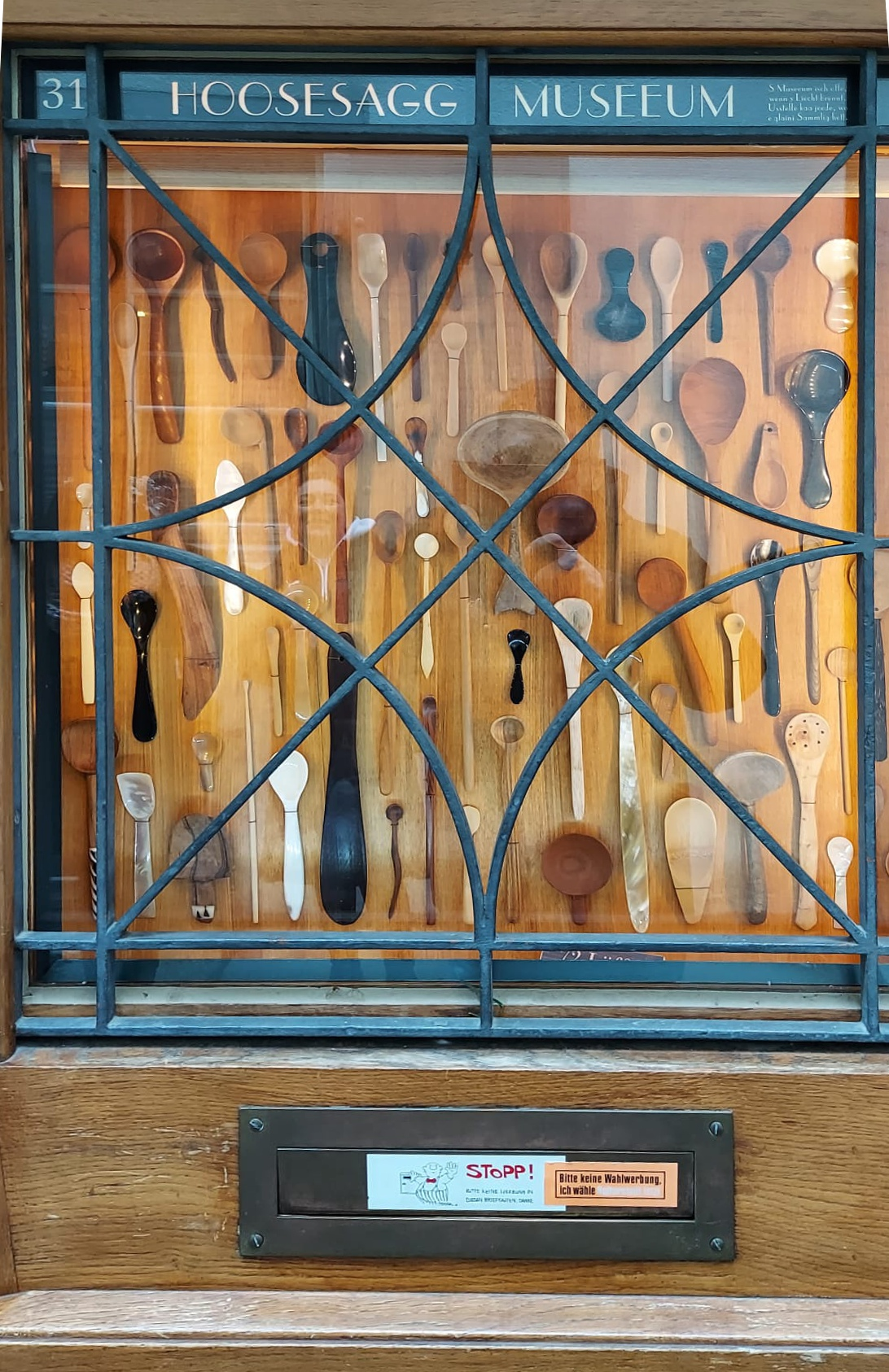
Ausstellung vom Januar 2022

Das Konzept des «Fensterladens» lief allerdings nicht gut. Die Leute, die vorbeikamen, waren neugierig, jedoch zu scheu, um zu klingeln und einen der ausgestellten Gegenstände zu kaufen. Kurze Zeit später wurde der «Fensterladen» zu einem Museum umfunktioniert. Die Vergeats sind leidenschaftliche Sammler und fingen an, ihre grösseren und kleineren Sammlungen im Fenster zu präsentieren. Es ist lediglich eine kleine Vitrine, die meist in weniger als fünf Minuten besichtigt ist, trotzdem wurde das kleine Museum rasch zur Attraktion. Viele Passanten wurden darauf aufmerksam und wollten mehr davon sehen oder selber ausstellen.

## Sammlung
Acht Sammlungen werden pro Jahr entsprechend der Jahreszeit für jeweils einen Monat im kleinen Schaufenster ausgestellt, zum Beispiel Pillendosen, Sonnenbrillen, Spielzeug-Flugzeuge und Kuhglocken. Passend zu den Olympischen Spielen 2012 in London wurde eine Sammlung von roten Londoner Busmodellen präsentiert. Ausstellen kann jeder, der eine Sammlung von mindestens 30 Teilen hat. Gestaltet wird das Fenster dann von den Vergeats selbst.